# Buzetski dijalekt
Buzetski, buzetsko-gornjomiranski ili gornjomiranski je dijalekt čakavskoga narječja koji se prostire u sjevernom dijelu Istre, oko Buzeta.
Dijalekt predstavlja prijelaz čakavskoga narječja prema slovenskim dijalektima što mu daje prividne čakavsko kajkavske dijalektološke osobine. 
Zbog tih prijelaznih kajkavskih značajki koje zapravo predstavljaju prijelaznu crtu između čakavskih i slovenskih dijalekata neki slabije upućeni jezikoslovci mislili su da je on izdvojeni dio kajkavskoga narječja emigrirao s prostora Gorskoga kotara, a u prošlosti ga je zabludom npr. Fran Ramovš smatrao rubnim slovenskim dijalektom.
Iako je njegova podloga nedvojbeno čakavska i ne može se izdvojiti iz čakavskoga narječja ipak postoje neke odlike koje ga individualiziraju od ostatka dijalekata čakavskoga narječja a to su u razvoju suglasnika:
- ě > ẹ (zatvoreno e); (kao u kajkavskom);
- e, ę > otv. e;
- u > ü;
- slogotvorno l > u;
- ǫ > a.

Sustav naglasaka odstupa od općečakavskog, jer su npr. izgubljene razlike između kratkih i dugih naglašenih samoglasnika.
Izdvaja ga i to što se ovom dijalektu umjesto ča u osnovnom obliku upotrebljava kaj, ali se izvedenice ča i dalje upotrebljavju uz prijedloge (npr. zač, poč, neč). Refleks jata je zatvoreno e (kao u kajkavskima) u naglašenim i y ("fućkajuće i") u nenaglašenim slogovima.
U podjeli čakavskog narječja na jugoistočne i sjeverozapadne govore, buzetski dijalekt pripada u sjeverozapadne.
O buzetskom dijalektu je objavljena monografija Nataše Vivode Buzetski govori (Annales, Kopar 2005.).
Dijalekt se može podijeliti na dva poddijalekta, manji južni (jugoistočni) koji pokazuje veće točke prijelaza prema sjevernočakavskim, i veći ostatak koji ih ne pokazuje toliko.